# Jorge Díaz Ibarra
Jorge Elías Gregorio Díaz Ibarra (Santiago, 29 de septiembre de 1982) es un abogado y político chileno, militante del Partido Demócrata Cristiano (PDC). Entre julio de 2021 y noviembre de 2024 se desempeñó como Gobernador Regional de Arica y Parinacota, siendo la primera persona en ocupar el cargo desde su creación.
Anteriormente, entre 2018 y 2020, se desempeñó como Consejero Regional por la provincia de Arica y presidente del Consejo Regional.

## Biografía
Casado con Verónica Valenzuela, dos hijos Sebastián y Cristóbal. Es abogado de la Universidad de Tarapacá y Magíster en Gerencia Pública y Políticas Públicas, durante sus estudios secundarios se desempeñó como presidente de la Federación de Estudiantes Secundarios de Arica y Parinacota.
Profesionalmente se desempeñó como delegado municipal de la Municipalidad de Arica y asesor jurídico de la Municipalidad de Camarones.

## Carrera política
En 2017 fue electo como Consejero Regional de la  Arica y Parinacota por la provincia de Arica con 2 063 votos, correspondiente al 3,20% de los sufragios válidamente emitidos. Durante su periodo se desempeñó como presidente del Consejo Regional de Arica y Parinacota luego de ser electo por mayoría tras la renuncia al cargo presentada por el consejero Alejandro Díaz Carvajal (PS).
Presentó su renuncia como Consejero Regional para postular al cargo de Gobernador Regional en las elecciones primarias de 2020, donde se impuso con el 63,33% de los votos. Tras su victoria en las primarias de la coalición Unidad Constituyente, se presentó como candidato a Gobernador Regional, imponiéndose en el balotaje con el 57,65% de los sufragios por sobre el candidato de Chile Vamos, Enrique Lee. Asumió como Gobernador Regional el 14 de julio de 2021.
Se presentó como candidato a la reelección para el cargo de Gobernador Regional, logrando avanzar al balotaje contra el candidato de Chile Vamos, Diego Paco. Sin embargo, el 15 de noviembre de 2024, a semanas de la segunda vuelta, presentó su renuncia al cargo de Gobernador para no quedar inhabilitado ante una posible candidatura parlamentaria el año 2025 en caso de perder la elección.

## Historial electoral

### Elecciones de consejeros regionales de 2017
- Elecciones de consejeros regionales de 2017, para consejero regional por la circunscripción provincial de Arica (Arica y Camarones)[4]

(Se consideran sólo candidatos sobre el 2% de los votos y candidatos electos)
| Candidato                  | Pacto                                  | Partido | Votos | %    | Resultados |
| -------------------------- | -------------------------------------- | ------- | ----- | ---- | ---------- |
| Ximena Valcarce Becerra    | Chile Vamos UDI - PRI - Independientes | UDI     | 2 554 | 3,97 | Consejera  |
| José Lee Rodriguez         | Por Todo Chile                         | ILB     | 2 514 | 3,90 | Consejero  |
| Alejandro Díaz Carvajal    | Unidos por la Descentralización        | PS      | 2 422 | 3,76 | Consejero  |
| Claudio Huerta Valenzuela  | Frente Amplio                          | PH      | 2 365 | 3,67 | Consejero  |
| Roberto Erpel Seguel       | Chile Vamos UDI - PRI - Independientes | UDI     | 2 212 | 3,44 |            |
| Giancarlo Baltolu Quintano | Chile Vamos RN - EVO                   | EVO     | 2 139 | 3,32 | Consejero  |
| Gary Tapia Castro          | Por un Chile Justo y Descentralizado   | PCCh    | 2 075 | 3,22 | Consejero  |
| Jorge Díaz Ibarra          | Por Todo Chile                         | ILB     | 2 063 | 3,20 | Consejero  |
| Zenón Alarcón Rodriguez    | Por un Chile Justo y Descentralizado   | ILF     | 1 827 | 2,84 | Consejero  |
| Carlos Ferry Campodonico   | Chile Vamos UDI - PRI - Independientes | ILA     | 1 614 | 2,51 | Consejero  |
| Claudio Acuña Le-Blanc     | Unidos por la Descentralización        | PDC     | 1 503 | 2,33 | Consejero  |
| Leonardo Bórquez Castillo  | Chile Vamos UDI - PRI - Independientes | ILA     | 1 351 | 2,10 |            |
| Camilo Valdés Vega         | Por Todo Chile                         | ILB     | 1 313 | 2,04 |            |
| Dina Gutiérrez Huanca      | Poder Ecologista y Ciudadano           | ILQ     | 1 310 | 2,03 |            |
| Sonia Rivera Cea           | Frente Amplio                          | ILI     | 1 300 | 2,02 |            |
| Mario Luza Espinoza        | Poder Ecologista y Ciudadano           | Poder   | 834   | 1,30 | Consejero  |

### Primarias de gobernadores regionales de 2020
- Primarias de Gobernadores Regionales de la Unidad Constituyente de 2020, para la Región de Arica y Parinacota.

|  | 63,33 % |

|  | 36,67 % |

### Elección de gobernadores regionales de 2021
- Elecciones de Gobernadores Regionales 2021, para gobernador por la Región de Arica y Parinacota (Primera vuelta).

|  | 31,50 % |

|  | 27,41 % |

|  | 26,75 % |

|  | 9,56 % |

|  | 4,78 % |

|  | 95,21 % |

|  | 2,54 % |

|  | 2,25 % |

|  | 100 % |

|  | 36,78 % |

- Elecciones de gobernadores regionales 2021, para gobernador por la Región de Arica y Parinacota (Segunda vuelta).

|  | 57,66 % |

|  | 42,34 % |

|  | 98,28 % |

|  | 1,38 % |

|  | 0,33 % |

|  | 100 % |

|  | 18,78 % |